# André Bouchard
André Bouchard (* 26. Januar 1946 in Montreal; † 4. März 2010 ebenda) war ein kanadischer Ökologe und Umweltschützer, der den größten Teil seiner Karriere an der Universität Montreal und beim Botanischen Garten Montreal tätig war. Für die Arbeit in seinen Spezialgebieten Landschaftsökologie und Ökologie von Pflanzengesellschaften erhielt er mehrere Preise.

## Leben
Bouchard wurde in Montreal geboren und wuchs in Côte-des-Neiges auf. Seine Familie stammte aus Saint-Anicet, wo die Familie auch einen Zweitwohnsitz hatte. Sein Vater Louis G. Bouchard war Lederwarenlieferant. Bouchard besuchte zunächst das Collège Jean-De-Brébeuf, später studierte er an der Université de Montréal und erreichte dort einen Abschluss in Biologie. Anschließend besuchte er die McGill University und die Cornell University und beendete sein Studium Ende der 1970er Jahre.
1975 begann Bouchard an der Université de Montréal zu lehren und wurde Kurator des Botanischen Gartens Montreal. Er blieb bis zu seinem Tod an der Universität und für 21 Jahre am Botanischen Garten. Als Kurator leitete er hauptsächlich die Forschung des Gartens. Bouchard beschäftigte sich mit der Flora Neufundlands (der Gros-Morne-Nationalpark war Thema seiner Doktorarbeit) und des südwestlichen Quebec. Seine Untersuchungen zur Entwicklung des Waldes in Quebec seit der Zeit Neufrankreichs führten zu neuen Erkenntnissen über die Entwicklung von Buchen-Ahorn-Wäldern.
Bouchard war neben seiner wissenschaftlichen Tätigkeit auch aufgrund seines Engagements im Umweltschutz bekannt. Er setzte sich für die Rettung des Bois de Saraguay, eines Primärwaldes im Norden der Île de Montréal, ein. Im Laufe der Zeit engagierte er sich auch für andere Wälder, wie den Boisé du Tremblay in Longueuil, den Muir Forest in Hichinbrooke (heute Réserve écologique du Boisé-des-Muir) sowie Little und Large Tea Field, zwei Torfmoore in Saint-Anicet. 2004 war er Mitglied der Commission Coulombe, deren Bericht die Grundsätze der Waldnutzungspolitik der Provinz definierte. Obwohl er und sein Kommissionskollege wussten, dass sie von der Industrie für die Empfehlungen (die eine Reduzierung von Baumfällungen um 20 Prozent beinhalteten) kritisiert werden würden, war er von der Richtigkeit der Entscheidung überzeugt.
Bouchard arbeitete mit Pierre Bourque zusammen und wurde, nachdem dieser aufgrund seiner Wahl zum Bürgermeister das Amt aufgab, 1994 Direktor des Botanischen Gartens. Das Amt hatte er nur kurze Zeit inne, sowohl da er der Verwaltung mitgeteilt hatte, dass er es nur interimsweise ausüben würde, als auch weil er mit dem komplizierten Verwaltungsapparat, der mit der Position verbunden war, nicht zufrieden war. 2002 wurde er der erste Direktor des neu gegründeten Institut de Recherche en Biology Végétale. Die Position hatte er bis 2006 inne. Während der Zeit war Bouchard weiterhin an der Universität tätig und betreute dort über 45 Masterstudenten und Doktoranden. Von 2006 bis 2008 war er im Montreal Heritage Council des Aufsichtsrates der Centre hospitalier universitaire Sainte-Justine und erhielt Preise von der Quebec Association of Biologists (Georges-Préfontaine-Preis, 2005) und der Acfas (Michel-Jurdant-Preis für Umweltschutz, 1990).
Bouchard war außerdem an Lokal- und Wissenschaftsgeschichte interessiert. 1998 veröffentlichte er einen kurzen historischen Bericht über den Botanischen Garten und 2007 ein Kompendium der Korrespondenzen von Marie-Victorin Kirouac. Zum Zeitpunkt seines Todes arbeitete er an Büchern über die Feuchtgebiete des südlichen Quebec und einer Biographie über Marie-Victorin. Als Bewunderer Marie-Victorins hatte er seine Expeditionen in Kuba zurückverfolgt und eine Ausstellung zu diesem Thema organisiert. Er war Mitglied des heimatgeschichtlichen  Vereins von Saint-Anicet und schrieb Berichte über prominente Einheimische wie Jules und Paul-Émile Léger. Außerdem war Bouchard an zwei Büchern über die örtliche Kirche und die Gemeinde beteiligt.
Bouchard starb unerwartet am 4. März 2010 im Montreal Gare Centrale an einem Myokardinfarkt, wenige Monate vor seinem geplanten Rückzug. Bourque kondolierte und die Flaggen des Botanischen Gartens wurden für mehrere Tage auf halbmast gesetzt. Bouchard war verheiratet und hatte drei Kinder. Im Juni desselben Jahres erhielt er posthum die Honoris causa der Universität Laval.

## Veröffentlichungen (Auswahl)
- André Bouchard und Paul F. Maycock (1970): „A phytogeographical and phytosociological study of Viola rotundifolia in Eastern Canada.“ Canadian Journal of Botany. 48(12):2285-2302. doi:10.1139/b70-331
- André Bouchard (1970): The phytosociology of the northern conifer-hardwoods of the Appalachian foothills in Southern Quebec. M.Sc. Thesis, McGill University, Montreal, Kanada. OCLC 56536699
- Allan N. Auclair, André Bouchard und Josephine Pajaczkowski (1973): „Plant composition and species relations on the Huntingdon Marsh, Québec.“ Canadian Journal of Botany 51(6):1231-1247. doi:10.1139/b73-154
- André Bouchard (1975): Natural Resources Analysis of a Section of the Gros Morne National Park, in Newfoundland, Canada. Ph.D. Thesis, Cornell University, Ithaca, N.Y. OCLC 3013761
- Allan N. Auclair, André Bouchard und Josephine Pajaczkowski (1976): „Productivity Relations in a Carex-Dominated Ecosystem.“ Oecologia 26(1):9-31. doi:10.1007/BF00345650
- André Bouchard, Stuart Hay und Ernest Rouleau (1978): „The vascular flora of St-Barbe South District, Newfoundland: An interpretation based on biophysiographic areas.“ Rhodora 80(822):228-308.
- André Bouchard, Denis Barabé, Madeleine Dumais und Stuart Hay (1983): Les plantes vasculaires rares du Québec = The rare vascular plants of Québec. „Syllogeus“, 48 (ISSN 0704-576X). 79 S.
- André Bouchard, Denis Barabé, Yves Bergeron, Madeleine Dumais und Stuart Hay (1985): „La phytogéographie des plantes vasculaires rares du Québec.“ Le Naturaliste Canadien (ISSN 0028-0798) 112(2):283-300.
- André Bouchard, Stéphan Dyrda, Yves Bergeron und Alain Meilleur (1989): „The use of notary deeds to estimate the changes in the composition of 19th century forests, in Haut-Saint-Laurent, Québec.“ Canadian Journal of Forest Research 19(9):1146-1150. doi:10.1139/x89-173
- André Bouchard, Stuart Hay, Luc Brouillet,  Martin Jean und Isabelle saucier (1991): Les plantes vasculaires rares de l'Île de Terre-Neuve = The rare vascular plants of the Island of Newfoundland. „Syllogeus“, 65. 165 S. ISBN 0-660-50311-5
- André Bouchard (1992): Journal de voyage en Chine. Une famille Québécoise au Pays du Milieu. Montréal: Méridien. 280 S., ISBN 2-89415-073-3
- Hélène Simard und André Bouchard (1996): „The precolonial 19th century forest of the Upper St.Lawrence region of Quebec: a record of its exploitation and transformation through notary deeds of wood sales.“ Canadian Journal of Forest Research 26(9):1670-1676. doi:10.1139/x26-188
- André Bouchard und Francine Hoffman (1998): Le Jardin botanique de Montréal: esquisse d'une histoire. Saint-Laurent: Fides. 112 S., ISBN 2-7621-2057-8
- René Charest, Luc Brouillet, André Bouchard und Stuart Hay (2000): „The vascular flora of Terra Nova National Park, Newfoundland, Canada: a biodiversity analysis from a biogeographical and life-form perspective.“ Canadian Journal of Botany. 78(5):629-645. doi:10.1139/cjb-78-5-629
- André Bouchard und Martin Jean (2001): „Historique d'un paysage de tourbières profondément transformé par l'homme“ In: Serge Payette und Line Rochefort (Hrsg.): Écologie des tourbières du Québec-Labrador. Quebec City: Presses de l'Université Laval.  S. 389–398. ISBN 2-7637-7773-2
- Gérald Domon und André Bouchard (2007): „The landscape history of Godmanchester (Quebec, Canada): two centuries of shifting relationships between anthropic and biophysical factors.“ Landscape Ecology 22(8):1201-1214. doi:10.1007/s10980-007-9100-z
- André Bouchard (Hrsg.) (2007): Marie-Victorin à Cuba. Correspondance avec le frère Léon. Montréal: Presses de l'Université de Montréal. 217 S. ISBN 978-2-7606-2066-7
- André Bouchard (2007): „Sur le chemin de Marie-Victorin à Holguin, Cuba.“ Quatre-temps (ISSN 0820-5515) 31(3):8-12.
- Étienne Laliberté, André Bouchard und Alain Cogliastro (2008): „Optimizing hardwood reforestation in old fields: the effects of treeshelters and environmental factors on tree seedling growth and physiology.“ Restoration Ecology 16(2):270-280. doi:10.1111/j.1526-100X.2007.00270.x
- André Bouchard (2008): „Sur le chemin de Marie-Victorin à la Punta de Maisí, Cuba.“ Quatre-temps 32(3):8-11.
- André Bouchard (2009): „Sur le chemin de Marie-Victorin à Trinidad et Topes de Collantes, Cuba.“ Quatre-temps 33(3):42-46.